# Francis Crawford Burkitt
Francis Crawford Burkitt, född 3 september 1864, död 1935, var en brittisk teolog. Han var far till arkeologen Miles Crawford Burkitt.
Burkitt blev professor i Cambridge 1905. Av hans omfattande produktion märks The hymn of Bardaisan (1899), Early Eastern christianity (1904), The gospel history and its transmission (1903, 3:e upplagan 1911), Earliest sources for the life of Jesus (1910, 2:a upplagan 1922), Jewish and Christian apocalypses (1914), The debt of christianity to judaism (1927). Burkitt var medutgivare av The four gospels in Syriac (1894) och Relics of the Palestinian Syriac literature (1896).